# Adam Kiewicz
Adam Kiewicz (ur. 10 stycznia 1923 w Koźniewie Wielkim, zm. 30 lipca 2018) – działacz społeczny i oświatowy, nauczyciel, politolog, historyk harcerstwa, harcmistrz.

## Życiorys
W 1941 roku został wywieziony na roboty przymusowe do Niemiec, skąd uciekł. Po powrocie zaangażował się w tajne nauczanie. Od 1945 roku był członkiem Polskiej Partii Robotniczej, należał także do Związku Walki Młodych (założył koło organizacji w swojej miejscowości). W 1948 roku wyjechał na tzw. Ziemie Odzyskane, w 1950 roku ukończył liceum pedagogiczne, następnie pracował w Komitecie Powiatowym Polskiej Zjednoczonej Partii Robotniczej w Środzie Śląskiej. W latach 1952–1956 był posłem na Sejm. W 1967 roku ukończył Wyższą Szkołę Nauk Społecznych przy KC PZPR, w latach 1967–1972 był komendantem Chorągwi Dolnośląskiej ZHP, w 1972–1981 dyrektorem IX Liceum Ogólnokształcącego im. Juliusza Słowackiego we Wrocławiu. 
Był doktorem nauk politycznych.

### Działalność harcerska
Do harcerstwa wstąpił w 1937 roku – był zastępowym i w latach 1948–1949 drużynowym. Wychowawca wielu pokoleń instruktorów zuchowych, w latach 1956–1964 współtwórca i komendant Centralnej Szkoły Instruktorów Zuchowych im. Janusza Korczaka („Zuchowej Chałupy”) oraz Międzynarodowych Obozów Pokoju i Przyjaźni w Cieplicach Śląskich-Zdroju. W 1958 roku uzyskał stopień harcmistrza. W okresie 1965–1967 instruktor Głównej Kwatery ZHP, w latach 1967–1972 komendant Chorągwi Dolnośląskiej ZHP, w latach 1983–1985 komendant Centralnej Szkoły Instruktorów Zuchowych w Oleśnicy. Wieloletni członek Rady Naczelnej ZHP i przewodniczący Centralnej Komisji Instruktorskiej. Przez długie lata był przewodniczącym Komisji Historycznej Chorągwi Wrocławskiej i Dolnośląskiej ZHP oraz członkiem Komisji Historycznej ZHP. Współinicjator „Rocznika Historii Harcerstwa”, autor pracy Harcerstwo w Polsce Ludowej, autor prac i podręczników metodycznych.
Laureat nagrody Ministra Oświaty i Wychowania (dwukrotnie), nagród „Myśli Twórczej” i „Trybuny Ludu”. Odznaczony Krzyżem Komandorskim, Oficerskim i Kawalerskim Orderu Odrodzenia Polski, Medalem Komisji Edukacji Narodowej oraz Złotym Krzyżem „Za Zasługi dla ZHP” (1979).
Pochowany na cmentarzu komunalnym przy ul. Kiełczowskiej we Wrocławiu.